# جبل سينتو
جبل سينتو هو أعلى جبل في جزيرة كورسيكا الفرنسية.

## الجغرافيا
ارتفاع الجبل يبلغ 2,706 متر (8,878 قدم) لذا فهو عالِ جداً، مما يجعل الجبل واحداً من أبرز القمم في أوروبا
موقعه يعطي منظر شامل للجبال الأوروبية التي تمدت بالقرب من مارسيليا حتى روما. أبعد جبل يمكن رؤيته هو جبل روزا، سويسرا. الذي يقع على الجهة الغربية الشمالية، ويبعد 405 كم.